# Rømer (Familienname)
Rømer ist ein dänischer Familienname. Zu Herkunft und Bedeutung siehe Römer.

## Namensträger
- Dorte Rømer (* 1968), dänische Schauspielerin
- Hanne Rømer (* 1949), dänische Fusion- und Jazzmusikerin
- Kim Rømer (* 1959), dänische Schauspielerin
- Lotte Rømer (* 1950), dänische Schauspielerin und Musikerin
- Marcel Rømer (* 1991), dänischer Fußballspieler
- Ole Rømer (1644–1710), dänischer Astronom
- Ole Rømer (Musiker) (* 1954), dänischer Jazz- und Fusionmusiker